# Station Krimmeri-Meinau
Station Krimmeri-Meinau is een spoorwegstation in de Franse stad Straatsburg.

## Naamgeving
De naam Krimmeri is Elzassisch voor Kromme Rijn. 'Rhin Tortu' in het Frans. De Rijn wordt door haar met de rivier de Ill verbonden, over een afstand van 21 kilometer.

## Treindienst
| Serie     | Treinsoort | Route                                                 | Bijzonderheden |
| --------- | ---------- | ----------------------------------------------------- | -------------- |
| SWE 87400 | RB (SWEG)  | Offenburg – Kehl – Krimmeri-Meinau – Strasbourg-Ville |                |